# Et doenker ejland
Et doenker ejland is een bijzonder stripverhaal uit 2007, dat past binnen de stripreeks De avonturen van Kuifje. Het album is een variant van de eerste kleureneditie van De Zwarte Rotsen in het Oostends dialect. Naar aanleiding van deze uitgave werd De avonturen van Kuifje eenmalig D’aveteurn van Kuiftsje. De vertaling naar het Oostends nam 6 maanden in beslag en gebeurde door dialectkenner Roland Desnerck .

## Aanleiding van de Oostendse uitgave
Et doenker ejland was het eerste Kuifje-album dat werd uitgegeven in het Oostends dialect. Eerder waren er al uitgaves in het Brussels dialect. De keuze voor het Oostends dialect was niet geheel toevallig. In de zomer van 2007 liep in het Casino-Kursaal van Oostende namelijk de musical Kuifje: De Zonnetempel, naar aanleiding van de 100ste verjaardag van geestelijke vader Hergé. Ook dit eerste album in het Oostends dialect paste in het kader van dit eeuwfeest.

## Bijzondere gegevens
Et doenker ejland is een dialectversie van de eerste kleureneditie van De Zwarte Rotsen, die dateert uit 1943. De tekeningen, inclusief kaft, zijn daarom afwijkend van wat in de jaren 60 de reguliere versie van het verhaal werd. Bovendien bracht men een blauwe stikker aan op de kaft met het opschrift In ’t Ostêns. Het album werd uitgegeven in hardcover. Er werden 3.100 gebonden exemplaren vervaardigd, waarvan 1.500 genummerd en getekend door de vertaler en 100 hors commerce. Achteraan het album werd een woordenlijst opgenomen, evenals een verduidelijking over spelling en uitspraak.